# Telioneura jocelynae
Telioneura jocelynae là một loài bướm đêm thuộc phân họ Arctiinae, họ Erebidae.